# Robert Barnes
Robert Barnes (auch: Antonius Angelus, Anthonius Amarius, Antony Barnes; * um 1495 bei King’s Lynn, Grafschaft Norfolk; † 30. Juli 1540 in London) war englischer Theologe der Reformationszeit und Märtyrer.

## Leben
Barnes studierte 1514 in Cambridge mit John Bale, 1523 in Löwen, kehrte zurück nach Cambridge, wo er zum Doktor der Theologie promoviert und dann Prior des Augustiner Konvents wurde. Wegen reformatorischer Predigt wurde er in Cambridge verhört und musste sich im Februar 1526 in London durch Thomas Wolsey und mehrere Bischöfe von London, Rochester, Bath und St. Asaph bei einem Häresieverfahren verantworten. Da er widerrief, entging er der Todesstrafe, wurde aber eingekerkert. 1528 floh er nach Antwerpen, dann nach Deutschland, wo er unter Decknamen lebte. So lernte er Martin Luther, Justus Jonas den Älteren, Christoph Hegendorf und Johannes Aepinus kennen.
1531 kehrte er auf Einladung von Thomas Cromwell nach London zurück und wurde Hofkaplan beim König Heinrich VIII., der ihn 1534/35 nach Deutschland schickte, um von den Lutheranern die Zustimmung zu seiner Scheidung und Heirat zu bekommen. Dabei kam Barnes nach Wittenberg, wo er Melanchthon von der Reise nach Frankreich abhalten sollte und nach England einlud. 1539 war er abermals in Deutschland unterwegs. Als Gesandter des Königs unternahm er die Reisen durch die deutschen Staaten auch im Zusammenhang mit den Bündnisverhandlungen Englands mit dem Schmalkaldischen Bund. Als Befürworter der Ehe Heinrichs VIII. mit Anna von Kleve wurde er nach dem Scheitern der Verbindung angeklagt, auch von Stephan Gardiner wegen seiner Rechtfertigungslehre angegriffen, verhaftet und ohne Prozess als Ketzer am 30. Juli 1540 mit zwei weiteren Protestanten (William Jerome und Thomas Gerrard) durch Verbrennen hingerichtet. Drei weitere Altgläubige, Thomas Abel, Richard Fetherstone und Edward Powell, wurden am selben Tage in Smithfield, London, gehängt. Sein Glaubensbekenntnis, mit einem Vorwort von Martin Luther, wurde ins Deutsche übersetzt und mehrfach publiziert.

## Werkauswahl
- hrsg. v. John Wesley, 1739: Two Treatises. The first, on Justification by Faith only... the second, on the sinfulness of Man's natural Will, von Robert Barnes
- Furnemlich Artickel || der Christlichen kirchen/ wie die bey den || alten im brauch gewesen sind/ aber yetzt || vnbillich von den Papisten/ wider || die heiligen Schrifft/ ihr eigen De||cret/ Concilia/ vnd schrifften der || Lerer verdampt werden.|| Durch D. Anthon. auß Engelandt/ sambt einer vorred Joan. Pomerani pfar=||herrn zu Wittenberg/ in latein zu=||samen gebracht.|| Newlich verteutscht/ wi-||derumb mit vleiß vbersehen vnd || gebessert.|| Nürnberg 1531 (VD 16: B 408)

## Gedenktag
30. Juli im Kalender der Lutherischen Kirche – Missouri-Synode.